# Victor Serge
(Victor Serge, incipit dell'autobiografia Memorie di un rivoluzionario)
Victor Serge, pseudonimo di Viktor L'vovič Kibal'čič, in russo Виктор Львович Кибальчич? (Bruxelles, 30 dicembre 1890 – Città del Messico, 17 novembre 1947), è stato uno scrittore e rivoluzionario russo.
Victor fu avversario e testimone della presa del potere da parte di Stalin e del «tradimento della rivoluzione» (Da Lenin a Stalin. 1917-1937: Cronaca di una rivoluzione tradita). Originariamente anarco-individualista, si avvicinò gradualmente al marxismo, entrando poi nel partito bolscevico al suo arrivo a Pietrogrado, nel febbraio del 1919, ponendosi, in seguito all'ascesa di Stalin, in un'originale posizione di marxista libertario. Lavorò per la neonata Internazionale Comunista come giornalista, editore, traduttore. Morì nel 1947 in esilio in Messico.

## Biografia
Victor era figlio di esuli russi. Suo padre era stato un ufficiale della Guardia Imperiale, membro del gruppo Zemlja i Volja e poi di Narodnaja volja, oltre che parente di Nikolaj Ivanovič Kibal'čič, uno degli attentatori di Alessandro II. Dopo l'attentato, il padre di Victor Serge si vide costretto a lasciare il paese, fino a giungere in Belgio, dove trovò lavoro come insegnante presso l'Istituto di Anatomia di Bruxelles. Qui, il 30 dicembre 1890, nacque Viktor.

### Infanzia
Impara a leggere sulle edizioni economiche di Shakespeare e Čechov, e comprende una legge non scritta: 
(Victor Serge, Memorie di un rivoluzionario)
Primogenito, turbolento e sagace, ama il suo fratello minore Raoul, e insieme patiscono la fame, finché suo padre non ottenne la nomina all'Istituto di anatomia dell'Università di Bruxelles, migliorando le condizioni economiche della famiglia; ma suo fratello già deperito, si ammala e muore. A quindici anni diventa apprendista fotografo, lavorando dodici ore e mezzo al giorno. Con un gruppo di suoi amici d'infanzia diventa socialista delle "Giovani guardie", ma presto entra in conflitto con alcuni appartenenti al partito, per gli interessi opportunistici che inseguivano, e al Congresso del Partito Socialista belga rompe con la socialdemocrazia per formare un gruppo rivoluzionario di ispirazione libertaria a Bruxelles.

### Un rivoluzionario del Novecento europeo

#### Il rapporto con gli anarchici belgi e francesi
Si avvicina agli ambienti anarchici, frequentando la colonia libertaria di Stockel, e conoscendo diversi libertari giunti da diverse parti del mondo. A Draveil, nell'estate del 1908, uno sciopero operaio viene represso a fucilate dai gendarmi dell'allora ministro dell'Interno Clemenceau. Durante le esequie delle vittime, a Vigneux, le truppe aprirono il fuoco, uccidendo diversi innocenti. Serge e i suoi compagni, dopo queste uccisioni, sentendosi vicini alle vittime, organizzarono delle manifestazioni.
Contemporaneamente un altro anarchico, Aleksand Sokolov, preparava un attentato, ma, scoperto, morì sparando contro la polizia.
(Victor Serge, Memorie di un rivoluzionario, p. 21)

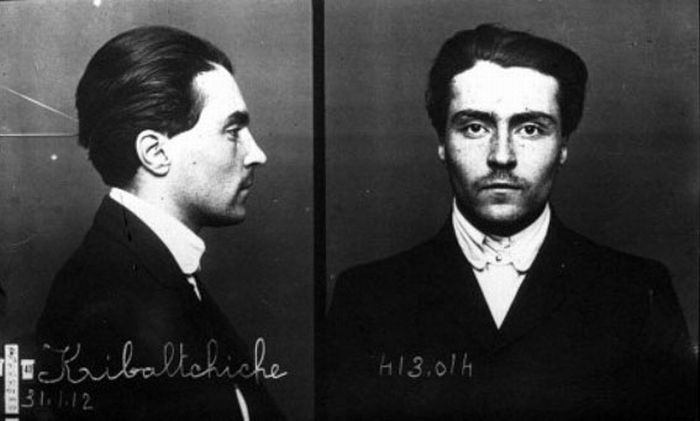
La foto segnaletica scattata a Victor Serge dalla polizia francese il giorno del suo arresto il 31 gennaio 1912, in occasione delle indagini sulla Banda Bonnot.

Si trasferisce prima a Lilla e poi a Parigi dove fonda un circolo di studi, "La libera ricerca", e gli viene offerto di dirigere L'Anarchie rivista francese anarco-individualista, in cui perdurano conflitti legati all'illegalismo, con Octave Garnier e altri, che smettono di collaborare con la rivista e formano la Banda Bonnot, compiendo rapine e sparando alla polizia. La polizia fa irruzione nella sede del giornale, arresta Serge e lo interroga, ma lui si rifiuta di collaborare con le forze di polizia, e nonostante sia innocente viene condannato a cinque anni di prigione. Durante la sua detenzione comincia a maturare la sconfitta dell'anarchismo dicendo: 
(Victor Serge, Memorie di un rivoluzionario, p. 52)
Della prigionia contesta il sistema carcerario che debilita, istupidisce, degrada, avvelena di un rancore senza nome, l'idea di castigo religioso che alimenta la promiscuità, sottoalimenta e priva i detenuti di esercizio intellettuale. Mentre si trova ancora in carcere su un'isola della Senna, scoppia la Prima guerra mondiale. Nel 1917 viene scarcerato: dopo un breve soggiorno a Parigi, prende un treno espresso diretto a Barcellona.

#### L'insurrezione catalana
Lavora nelle tipografie, firmandosi per la prima volta come Victor Serge. Scrive un articolo su "Tierra y Libertad" in cui prende le parti di Friedrich Adler, condannato per aver ucciso uno dei responsabili della guerra, il conte Sturghk. In seguito firma articoli sulla caduta della dittatura dello Zar Nicola II, per mano del popolo, sancendo definitivamente la rottura con alcuni individualisti francesi. Intanto in Catalogna il Comitato Obrero inizia la preparazione di uno sciopero generale insurrezionale, insieme al sindacato CNT, guidato da Salvator Segui. Nonostante i dubbi sugli esiti dello sciopero, Serge partecipa all'insurrezione del 19 luglio 1917, che fallisce. Deluso, decide di partire per la Russia.

### L'esperienza rivoluzionaria in Russia

#### Prima fase della rivoluzione russa
Rientra clandestinamente in Francia dove tenta di arruolarsi, ma viene mandato nel campo di concentramento Sarthe, dove tutti i russi vengono qualificati come bolscevichi. Durante un armistizio riacquista la libertà per uno scambio di prigionieri e dopo un lungo girovagare per l'Europa, Serge riesce a raggiungere Pietrogrado nell'aprile del 1919. Si scontra con la povertà del popolo russo, e si confronta con alcuni anarchici e con alcuni menscevichi. Decide di collaborare con i bolscevichi, scegliendo di non fare carriera come funzionario.
(Victor Serge, Memorie di un rivoluzionario, p. 88)
Diventa collaboratore della Severnaja Kommuna organo del soviet di Pietrogrado e ispettore e organizzatore delle scuole della II zona.
Partecipa alla III Internazionale fondata a Mosca nel 1919, il cui presidente dell'esecutivo è Zinov'ev. Dopo le prime stragi di prigionieri "rossi" da parte dell'esercito contro-rivoluzionario russo, venne istituita la Čeka, la commissione straordinaria di repressione della controrivoluzione, della speculazione e della diserzione, coperta dal segreto di guerra. Il partito si sforzava di mettere a capo della commissione uomini incorruttibili e inizialmente i militanti potevano intercedere presso di essa per evitare errori.
Nonostante riconosca che "non c'è mai stata una rivoluzione senza terrore" (V. Serge, Gli anarchici e l'esperienza della rivoluzione russa, Jaca Book, Milano 1969, p. 17), rimane perplesso dal proliferare della Čeka e prova pietà per le vittime della repressione indipendentemente quale sia la loro origine sociale. Diventa commissario degli ex archivi del Ministro dell'Interno (Ochrana), in cui dai tempi dello zar, era stato accumulato un'enorme mole di materiale e documentazione investigativa sui rivoluzionari, che in caso di disfatta della Rivoluzione russa avrebbe potuto essere un'arma pericolosa in mano all'Armata Bianca.
Quando l'Armata Bianca raggiunge Pietrogrado, e sembra oramai sicura la sconfitta, Victor Serge assiste all'arrivo di Trockij che nell'Assemblea del Soviet afferma "È impossibile che un piccolo esercito di 15 mila ex ufficiali si impadronisca di una città operaia di 700 mila abitanti" (Victor Serge, Memorie di un rivoluzionario pag 88). Trockij fece partire una campagna mediatica in cui la popolazione era incitata a combattere dentro la città e a distruggere l'esercito avversario. Il 21 ottobre 1919 nella battaglia delle colline di Pulkovo, vincono gli eserciti di Pietrogrado sconfiggendo il generale Denikin dell'Armata Bianca.

#### L'esperienza come Commissario degli ex archivi dell'Ochrana
Serge torna quindi a lavorare sugli archivi dell'Ochrana, che rivelavano le identità e le storie di migliaia di agenti provocatori che erano stati attivi nel regime zarista. Le sue ricerche lo portano a credere che tanti lo fossero ancora, ma rintracciarli era un'impresa ardua. Moltissimi si erano inseriti in impieghi "rivoluzionari", addirittura alcuni finirono fra i dirigenti di Leningrado.

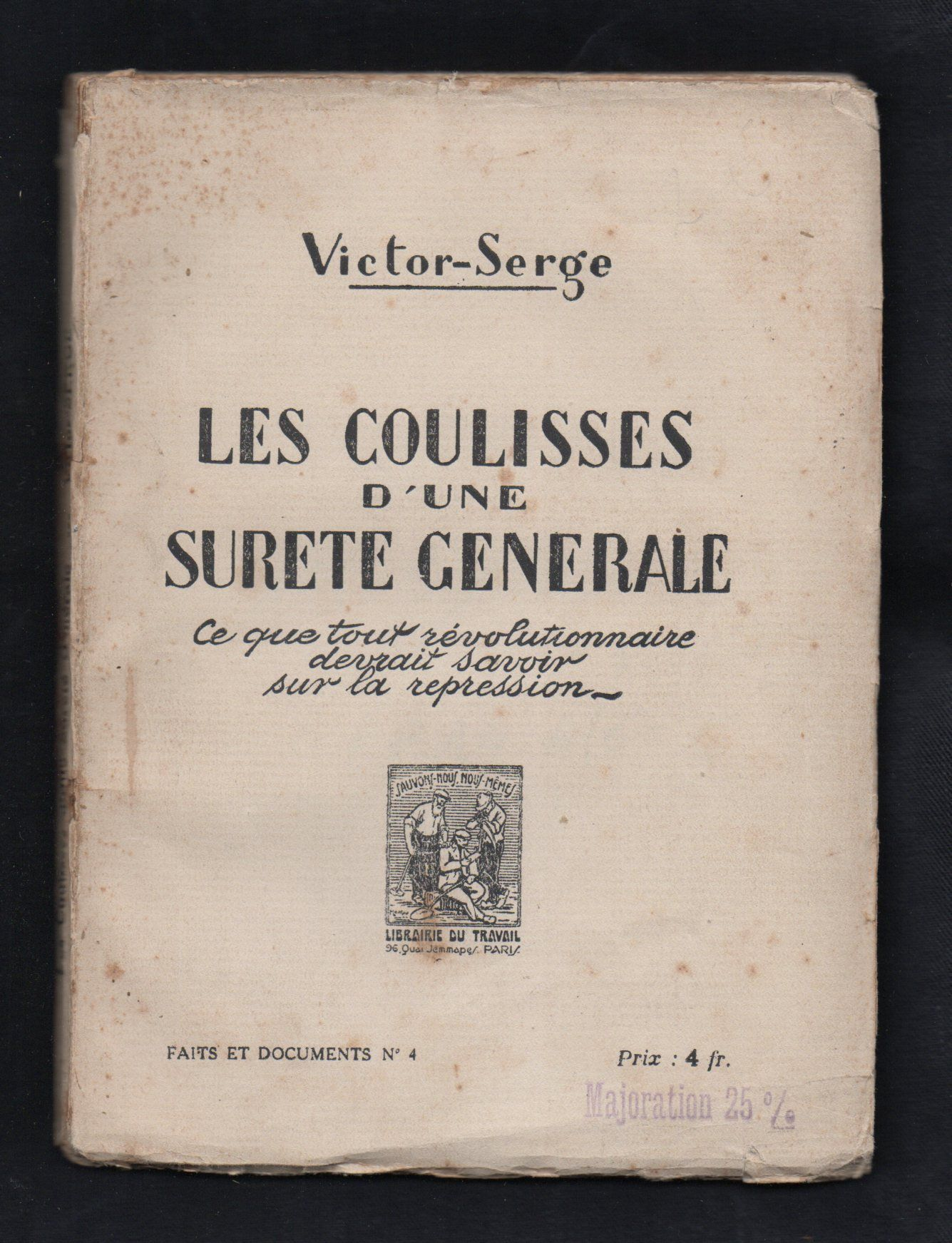
Il frontespizio della prima edizione di "Les Coulisses d'une Surete Generale", di Victor Serge, pubblicato nel 1925 in Francia.

Succeduta alla Terza Sezione cavallo tra il XIX ed il XX secolo l'Ochrana zarista fu una delle polizie segrete più all'avanguardia al mondo, guadagnandosi il primato di essere la prima agenzia di intelligence al mondo a spiare i propri cittadini anche all'estero. Utilizzando il materiale che emerge da questi archivi, Serge scrive e pubblica un compendio di informazioni, relazioni e considerazioni Bollettino Comunista nel novembre 1921, elementi che nel 1925 saranno raccolti nel libro "Les Coulisses d'une sûreté générale. Ce que tout révolutionnaire devrait savoir sur la répression", pubblicato da Librairie du Travail in Francia. Con questa pubblicazione, Serge e dei rivoluzionari russi puntavano a diffondere informazioni chiave sul funzionamento occulto della macchina di spionaggio e repressione più potente d'Europa ai movimenti rivoluzionari di tutto il mondo, permettendo così ai compagni socialisti di trarre vantaggio dal materiale scoperto negli archivi dell'Ochrana.
Tra il materiale scoperto da Serge negli archivi della polizia segreta degli Zar spicca la storia di Roman Malinovsky, eletto nel Comitato Centrale, scelto per rappresentare i bolscevichi nelle elezioni della IV Duma e primo deputato della classe operaia eletto sotto il regime degli zar. Al contempo Malinovsky era anche l’agente meglio pagato dell’Ochrana, con ben 8.000 rubli all’anno, 1.000 in più del Direttore della Polizia Imperiale.
Insieme a Malinovsky, Serge smaschera anche Evno Azef, il principale terrorista russo, coinvolto negli omicidi di diversi alti funzionari imperiali tra 1904 e il 1905, e l'informatore della polizia più pagato dall’Ochrana in quel momento. Organizzando l'assassinio del ministro Vjačeslav Konstantinovič Pleve nel 1904, Azef uccise quello che formalmente era il suo datore di lavoro e la persona che lo aveva autorizzato a infiltrarsi nel Partito socialista rivoluzionario.

#### Prime frizioni con il comitato centrale
Per Serge un momento critico per la rivoluzione è stato il 17 gennaio 1920, data in cui la Čeka di Mosca e Leningrado fucilarono 500 "sospetti" per anticipare la decisione del comitato centrale che dal giorno seguente avrebbe abolito la pena di morte.
(Victor Serge, Memorie di un rivoluzionario, p. 129)
Serge, pur critico nei confronti del "comunismo di guerra", ritiene necessarie alcune delle sue misure per non essere vinti dalla controrivoluzione.
In seguito Serge rimase segnato dalla vicenda di Kronštadt; il Soviet della città protestava contro il comitato centrale e chiedeva la rielezione del Soviet, la libertà di parola e di stampa per tutti, la libertà sindacale e la liberazione di tutti i prigionieri politici rivoluzionari, ma il comitato centrale decise di mentire sulla vicenda comunicando per mezzo stampa che l'Armata Bianca aveva preso la città e invitando i cittadini a prendere le armi contro gli insorti. Serge e altri comunisti francesi decidono di non combattere.
Partecipa al X Congresso del partito in cui vige il divieto delle frazioni, ma rimane profondamente colpito dalla tragedia di Kronštadt e dalla definitiva liquidazione di ciò che resta del movimento anarchico e dei partiti sovietici. Consapevole dei pericoli che il potere sovietico sta correndo, ma anche della necessità di scelte che apertamente confliggono con il "sogno", così lo chiama, di quello Stato-Comune descritto da Lenin in "Stato e rivoluzione", teorizza un "comunismo delle associazioni": 
(Victor Serge, Memorie di un rivoluzionario, p. 166)
Volendo evitare la carriera diplomatica nel partito, decide di tentare una via di fuga, insieme a qualche amico e al suocero, fondando la comune francese di Novaja Ladoca, in un grande podere abbandonato. Sconfitti dalla carestia, dalla fatica e dall'ostilità degli altri contadini, abbandonano l'impresa e tornano a Pietrogrado.
Facevano parte di un'associazione filosofica del pensiero libero (Volfila), ma sospettati di oltrepassare i limiti del marxismo, furono controllati accanitamente dalla Čeka e dal partito. Tanti amici, filosofi e scrittori, abbandonano l'associazione ed alcuni la Russia, alimentando l'inquietudine di Serge.
Serge decide che per salvare la rivoluzione russa, è necessario che in Occidente si formi un movimento operaio in grado di rinforzare la rivoluzione e in qualche modo di cambiarla, per questo gli viene offerto un posto come "illegale" a Berlino. 
(Victor Serge, Memorie di un rivoluzionario, p. 176)

#### Inviato in Europa centrale
Nel 1921 l'Internazionale Comunista (Comintern) lo invia prima a Berlino a lavorare nella redazione di "Inprekorr" e poi a Vienna dove soggiornerà fino al 1923. A Berlino assiste alle catastrofiche conseguenze del trattato di Versailles, e cerca di intervenire nei passaggi politici che i comunisti tedeschi producono senza successo. Il partito comunista tedesco decide di organizzare un'insurrezione il 25 ottobre 1923 (anniversario della presa di Leningrado) nelle principali città della Germania. La confisca delle armi e la disorganizzazione, convince il partito a non procedere, inviando un contrordine, che non arrivò ad Amburgo provocando una sommossa isolata, stroncata in brevissimo tempo, che provocò la messa al bando del Partito comunista tedesco.
Sicuro dell'impossibilità di sollevare le masse popolari tedesche dopo la disfatta del KPD, decide di spostarsi a Vienna con la famiglia dove riceve la notizia dell'imminente morte di Lenin.
Alla morte di Lenin, Serge vive con impotenza momenti drammatici dovuti alle sconfitte che l'Internazionale comunista subiva nell'Europa dell'est. A Tallinn in Estonia il 1º dicembre 1924, più di duecento comunisti assaltano gli edifici pubblici per prendere il potere, ma in poche ore vengono tutti giustiziati. In Bulgaria "il partito dei vigorosi" aspettava il consenso del Comintern per dare il via alle insurrezioni, ma nel frattempo nel giugno del 1923 Cankov con l'appoggio dello zar, dell'esercito e del VMRO fa un colpo di Stato e trucida i dirigenti del Partito Comunista Bulgaro. A seguito di un attentato fallito allo zar, Cankov bandisce il Partito comunista e porta avanti un regime del terrore. I passi falsi fatti dal Comintern portano al fallimento della Federazione balcanica e inducono Serge a tornare in Russia per provare a risanare il partito e la rivoluzione dal suo interno.

### Ritorno in Russia e l'opposizione allo stalinismo (1926-1933)
Dopo la morte di Lenin, lo scatenamento della campagna contro Trockij, il diffondersi della burocratizzazione dello Stato, l'emarginazione di ogni voce critica, dai francesi Rosmer, Monatte, Souvarine, all'italiano Bordiga, all'ungherese Lukács, preoccupavano molto Serge ma non gli impedivano di continuare a tentare un cambiamento.
Partecipa a Mosca al XIV congresso del Partito, in cui Stalin, Rykov e Bucharin ottengono la maggioranza su Zinov'ev e Kamenev; questo fatto turba molto Serge.
La disfatta della Nuova Politica Economica, il proliferare del contrabbando, la speculazione, la psicosi del complotto portarono Serge e altri ad organizzarsi in riunioni clandestine, quartiere per quartiere, e in seguito ad un'alleanza con il gruppo di Trockij e con quello di Zinov'ev.
(Da Lenin a Stalin. 1917-1937: Cronaca di una rivoluzione tradita)
Serge fa parte dell'opposizione all'interno del partito, che insieme a Trockij, parla nei quartieri e redige un programma, una piattaforma pubblicata clandestinamente e firmata da 17 membri del Comitato Centrale. Il comitato Centrale disperde le riunioni clandestine con la forza e nel XV Congresso del partito escludono Zinov'ev e Kamenev, mette al bando l'opposizione e promuove la repressione verso l'opposizione. Secondo Serge, Trockij avrebbe avuto l'appoggio dell'esercito e della GPU, se avesse voluto prendere il potere, ma scelse di non farlo, per il timore che il potere conquistato si convertisse in una dittatura militare e poliziesca, antisocialista per definizione. Nel corso di questi anni Serge svolge contemporaneamente attività al Centro di Leningrado e a Mosca e manda i suoi scritti in Francia, alla redazione del Clarté, sulla "Piattaforma dell'opposizione e sulla rivoluzione cinese".
L'opposizione venne strangolata con manovre poliziesche che portarono all'arresto di quasi tutti oppositori, anche Serge venne escluso dal partito e poco dopo arrestato e imprigionato.
Durante la carcerazione rimane informato sugli avvenimenti esterni: viene a sapere della deportazione dei contadini, dello scoppio di più di trecento rivolte nell'Eurasia sovietica, delle migliaia di esecuzioni di tecnici e scienziati del partito accusati di sabotaggio. Viene informato, attraverso lettere di Trockij, che la destra del partito, spingeva verso un'apertura al capitalismo con il consenso di una larga fetta di popolazione. Stalin chiedeva all'opposizione (quasi tutti deportati o imprigionati) di sostenerlo in cambio della reintegrazione nel partito e contemporaneamente prende spunto dalla Piattaforma dell'opposizione per attuare alcune delle modifiche proposte ma alterandole profondamente. Ha notizie di tanti oppositori, che per paura di ripercussioni, fanno abiura, nonostante siano comunque interdetti dalla politica e vengano evitati dall'opposizione.
Nel 1928 viene scarcerato, grazie alle pressioni di molti intellettuali a Parigi, che fanno apparire sui giornali "l'affare Victor Serge". Il regime è costretto a liberarlo dopo un paio di mesi, accontentandosi di un suo impegno a non cimentarsi in attività antisovietiche.
Per via di un'occlusione intestinale rischia la vita, ma grazie alle cure di un medico amico riesce a salvarsi. Durante la convalescenza prende la decisione di dedicarsi alla letteratura, attività abbandonata nel 1919 perché non la riteneva prioritaria. 
(Victor Serge, Memorie di un rivoluzionario, p. 293)
Serge vive dal 1928 al 1933 cercando di non farsi distruggere dalle avversità e dalla miseria che lui e la sua famiglia, caduta in disgrazia, vivono. Rimane per molto tempo isolato, circondato da spie e provocatori, deluso dall'impossibilità di svolgere una politica di opposizione di sinistra che fosse efficace, viste le forzate condizioni di clandestinità cui era relegata. Nonostante gli venga preclusa ogni possibilità di avere un impiego regolare, sorte comune a gli altri oppositori, Serge resiste alla calunnia e alla lotta per la sopravvivenza quotidiana senza mai fare abiura.
Il suocero viene accusato di lavorare per la controrivoluzione e la moglie di Serge, provata dagli eventi si ammala, perdendo la ragione. Decide di scrivere su 3 punti essenziali il suo punto di vista: la difesa dell'uomo, la difesa della verità e la difesa del pensiero, datato Mosca, 1º febbraio 1933 e spedito a Parigi.
Pochi giorni dopo, mentre usciva a comprare le medicine per sua moglie, viene nuovamente arrestato, trasferito a Mosca e poi condannato a tre anni di deportazione in Siberia.
Raggiunto dal figlio a Orenburg, sul fiume Ural, vivono circondati dalla miseria resistendo alla disperazione ed entrando in contatto con tanti deportati e con i siberiani. Scrive due nuovi romanzi, Gli uomini perduti e La tormenta, e prepara la prima stesura de L'anno II della rivoluzione russa, che andarono persi al momento della sua liberazione.
L'arresto e la deportazione di Serge sviluppò in Francia una grossa campagna per la sua liberazione. Alcuni intellettuali vicini a Stalin come Romain Rolland o considerati "amici dell'Urss" come André Gide fecero pressione sulle autorità sovietiche affinché lo scrittore venisse rilasciato.
Questo avvenne solo alla fine della pena nel 1936, quando Serge venne espulso dall'Urss assieme alla sua famiglia.

### Addio alla Russia
(questo testo, scritto come a voler raccontare dati oggettivi, esprime in realtà il punto di vista dello stesso Victor Serge...)
Dopo diciassette anni di rivoluzione, Serge dice addio alla terra russa e nell'aprile 1936 arriva a Bruxelles, dove rimane sconvolto dall'opulenza del Belgio. Nel 1938 si trasferisce a Parigi e si dedica alla divulgazione del suo punto di vista sull'URSS e in pochi mesi apparvero un opuscolo sui processi di Mosca, un bilancio sulla rivoluzione russa e numerosi articoli su pubblicazioni della sinistra rivoluzionaria, nonostante subisca la censura dai giornali vicini all'URSS. Mantiene con Trockij, esule in Norvegia, dibattiti epistolari, non raggiungendo tuttavia una sintesi politica. Molti giovani intellettuali, abbagliati dal carisma del fondatore dell'Armata Rossa, rinunciano a contraddirlo sulle posizioni prese sul POUM o sul Fronte popolare francese, contraddizioni che invece Serge non esita a rimarcare.
Serge continua la sua attività da militante rivoluzionario, ed assieme a intellettuali critici e a vecchi militanti operai come André Breton, Marcel Martinet, Magdeleine Paz, Pierre Monatte, Alfred Rosmer, Maurice Dommanget, Daniel Guérin. Costituisce un Comitato per l'inchiesta sui processi di Mosca e per la difesa della libertà d'opinione nella Rivoluzione che tenta di spezzare la cortina di silenzio sui crimini dello stalinismo e di controbattere in qualche modo la martellante campagna di menzogne sull'URSS.
Fin dall'inizio Serge intuisce la direzione della politica staliniana, intenta a liquidare la "vecchia guardia bolscevica", le grandi purghe in Urss. Rimane profondamente deluso dalla disfatta spagnola, dalla messa al bando del POUM e dall'annientamento della Comune di Barcellona, dalla sparizione di Andrés Nin e dalle psicosi collettive che si diffondono.
Nel settembre a Losanna viene assassinato da sicari di Stalin l'ex dirigente della GPU, Ignat Reiss da poco passato con l'opposizione trockista, mentre Serge cercava di raggiungerlo. Nel febbraio dell'anno successivo muore a Parigi, in circostanze ambigue, Lev Sedov, figlio di Trockij, mentre in luglio viene rapito e assassinato Rudolf Klement, segretario organizzativo della Quarta Internazionale. Serge cerca di opporsi al massacro, pubblicando su La Révolution prolétarienne una rubrica di denuncia dei crimini staliniani, Cronaca del sangue versato, e dando alle stampe due nuove opere, Da Lenin a Stalin e Destino di una rivoluzione.
Il disastro spagnolo e i massacri in Russia portano dietro di sé gravi conseguenze, la demoralizzazione e la disperazione delle masse popolari europee, lasciando spazio ai nazionalismi che avanzano. Serge, negli ultimi libri, partendo dall'analizzare i limiti dell'opposizione di sinistra, indaga dall'interno tutto il percorso politico del bolscevismo dalla Rivoluzione d'Ottobre, cercando di individuare i fattori che hanno favorito lo sviluppo del totalitarismo staliniano. Individuando come punti di non-ritorno il "terribile episodio" di Kronstadt e la creazione della Čeka, che giudica come gravissimi errori in quanto "incompatibili" con il socialismo. Le ripercussioni in Francia sfociano nella scissione del partito socialista tra la corrente pacifista e quella antistaliniana, anche il sindacato perde diversi iscritti. Intanto nel 1939 Hitler e Stalin raggiungono un accordo di non aggressione, con il Patto Molotov-Ribbentrop; patto che per Serge lasciò spazio ai nazisti per iniziare la guerra nell'Europa occidentale.
Inizia la seconda guerra mondiale; il 10 maggio 1940 le truppe tedesche entrano in Belgio e nei Paesi Bassi; il 3 giugno iniziano i bombardamenti a Parigi: Serge insieme a suo figlio e alla sua compagna, poco prima dell'ingresso dei tedeschi nella capitale, tenta la fuga. Insieme raggiungono Marsiglia e dopo una lunga attesa riesce ad ottenere un visto per il Messico, e con suo figlio parte per un lungo viaggio in nave passando dalla Martinica, da Haiti e da Cuba.
Nell'esilio messicano Serge si dedica a una intensissima attività letteraria, scrive le sue Memorie di un rivoluzionario, collabora attivamente con riviste europee e nordamericane e scrive gli ultimi suoi romanzi. Muore il 17 novembre 1947, stroncato da un infarto in un taxi di Città del Messico, ma resta il sospetto che fosse stato avvelenato per ordine di Stalin.

## Il rapporto con la letteratura
Nel lungo periodo all'opposizione, non avendo la possibilità di partecipare apertamente alla vita politica, ricostruisce testimonianze utili della rivoluzione e inizia a lavorare come storico.
La creazione letteraria diventa per lui diretta prosecuzione con altri mezzi e in un contesto radicalmente mutato di un impegno politico, privilegiando la ricerca della verità: 
(Victor Serge, Letteratura e Rivoluzione)
Adotta tecniche di suddivisione dei testi, scritti in parti separate e subito mandate all'estero per essere ricomposte e pubblicate, per paura del sequestro del materiale. Del romanzo francese critica la banalità del dramma d'amore o di interesse, al massimo legato al contesto familiare, e indica questi romanzi come esempi da non seguire assolutamente. Il romanzo per Serge è uno strumento pedagogico, per la conservazione di una memoria storica al di fuori della quale non esiste possibilità di riscatto. Cerca negli anni ispirazione per la creazione di una tipologia di romanzo nuovo, ma subisce una doppia critica: all'estero da parte dell'intellighenzia borghese è accusato di essere un rivoluzionario, mentre la sinistra influenzata o "comprata" dalla propaganda URSS, proibisce la stampa delle sue opere, considerate controrivoluzionarie.
Per la pubblicazione del suo primo romanzo, si presenta alle Edizioni letterarie della Libreria dello Stato, il cui direttore era il suo vecchio amico Ionov, che gli conferma che nessuno dei suoi libri verrà pubblicato perché non rientrano nella linea del partito. Durante la pubblicazione del suo secondo libro a Parigi, pone il problema ad Averbach, segretario generale dell'Associazione degli scrittori proletari, il quale gli assicura che le sue opere non verranno boicottate. Ma la Libreria di Leningrado proibisce le sue pubblicazioni. Serge, estenuato, pubblica a Parigi un librettino "Letteratura e Rivoluzione" in cui si scaglia contro il conformismo della cosiddetta letteratura proletaria. A seguito di questa pubblicazione il Comitato Centrale fa sciogliere le associazioni di scrittori.
Secondo Serge, "lo scrittore" dovrebbe avere un posto rilevante nelle lotte sociali: rinunciando al lato "artistico" (intento a tradurre il subconscio ed a seguire e valorizzare l'irrazionalità), dovrebbe invece privilegiare lo sviluppo di un'intelligenza politica razionale, creando personaggi che arricchiscano di valori e convinzioni, e che abbiano come scopo principale la comunicazione di questi alle masse.
(Victor Serge, Memorie di un rivoluzionario, p. 296)
Negli anni Serge criticherà gli scrittori russi suoi contemporanei, che al lamento della mancanza di libertà d'espressione non hanno mai fatto seguire dei fatti, anzi gli rimprovera di aver continuato a votare favorevoli per la pena di morte e di marciare alle manifestazioni indette dal partito bolscevico, salvo poi pulirsi la coscienza negli ambienti intimi, e molti di loro arrivando al suicidio.

## Opere tradotte in italiano
- Ritratto di Stalin, Edizioni erre, trad. anonimo, Venezia, 1944.
- Il caso Toulaev. Romanzo, trad. di Federico Federici, Milano, Bompiani, Milano, 1952, 2 ed. 1980
- Memorie di un rivoluzionario. Dal 1901 al 1941, trad. di Aldo Garosci, Edizioni De Silva-La nuova Italia, Firenze, 1956, 2 ed. 1974
- L'Anno primo della rivoluzione russa, trad. di G. Migliardi, Einaudi, Torino, 1967.
- Gli anarchici e l'esperienza della rivoluzione russa, trad. di Attilio Chitarin, Jaca Book, Milano, 1969.
- Lenin 1917, trad. di Attilio Chitarin, De Donato, Bari, 1969.
- Les Coulisses d’une sûreté générale, Librairie du Travail, 1925 rééd. sous le titre Ce que tout révolutionnaire doit savoir de la répression, François Maspero, 1970 - Publié dans Mémoires d’un révolutionnaire et autres écrits politiques (1908-1947), Paris Robert Laffont, coll. Bouquins, 2001 - Rééd. Zone/La Découverte et Lux, 2010; traduzioni: I maestri cantatori. Saper tacere, saper ignorare, non dire niente, non confessare mai, Ruggiero, Torino, 1970; Vigilanza rivoluzionaria. Quello che ogni rivoluzionario deve sapere sulla repressione, Clued, Milano, 1972; Quello che ogni rivoluzionario deve sapere sulla repressione, prefazioni di Eric Hazan e Richard Greeman, Gwynplaine, Camerano 2012; Saper tacere, IBEX Edizioni, 2022
- Le lotte di classe nella rivoluzione cinese del 1927, introduzione di Edoarda Masi, Savelli, Roma, 1971.
- Da Lenin a Stalin. 1917-1937. Cronaca di una rivoluzione tradita, Savelli, Roma, 1973.
- Vita e morte di Trotsky, trad. di Silvia Brilli Cattarini, Laterza, Roma-Bari, 1973.
- Anni spietati. Romanzo, trad. di Orsola Nemi, Mondadori, Milano, 1974.
- La crisi del sistema sovietico, a cura di Attilio Chitarin, Ottaviano, Milano, 1976.
- Letteratura e rivoluzione, a cura di Jean Rière, Celuc, Milano, 1979.
- È mezzanotte nel secolo, trad. di Giovanna Barbieri Hermitte e Attilio Chitarin, Edizioni e/o, Roma, 1980.
- Memorie di un rivoluzionario, a cura di Attilio Chitarin, Mondadori, Milano, 1983
- Due racconti: Il vicolo San Barnaba, L'ospedale di Leningrado, a cura di Ermanno Gallo e Vincenzo Ruggier, Tranchida, Milano, 1984
- La svolta oscura. Un rivoluzionario nel tempo del disprezzo, trad. di Vincenzo Sommella, Celuc, Milano, 1984
- Ritratto di Stalin, a cura di Paolo Casciola, Erre emme, Roma, 1991
- La città conquistata. Pietroburgo 1919, trad. di Attilio Chitarin, Manifestolibri, Roma, 1994.
- Socialismo e totalitarismo. Scritti 1933-47, a cura di Attilio Chitarin, Prospettiva, Roma, 1997.
- Gli anni senza perdono, a cura di Laura Chiappella, traduzione di Ermanno Gallo e Vincenzo Ruggiero, Tranchida, Milano, 2003 (contiene: Il vicolo di San Barnaba, L'ospedale di Leningrado).
- Germania 1923: la mancata rivoluzione, Graphos, Genova, 2003.
- Memorie di un rivoluzionario, a cura di Roberto Massari, Bolsena, Massari, 2011.
- Se è mezzanotte nel secolo, traduzione di Maurizio Ferrara, introduzione di Goffredo Fofi, Fazi, Roma, 2012
- Carnets (1936-1947), cura di Claudio Albertani e Claude Rioux, traduzione di Antonella Marazzi, Massari, Bolsena, 2014
- Vita e morte di Trotskij, PGreco, Milano, 2014
- Saper Tacere, trad. a cura di Giò Fumagalli, Ibex Edizioni, Milano, 2023